# Arres
|  | Aquest article tracta sobre el municipi aranès. Vegeu-ne altres significats a «Arres (Dret)». |

Arres és un municipi de la Vall d'Aran, situat al terçó d'Irissa, de 11,53 km² d'extensió, es troba al sector NW de la vall, en la gran major part estès a la dreta de la Garona, i comprèn el poble d'Arres, dividit en dos nuclis pròxims, Arres de Jos i Arres de Sus. Limita amb els municipis de Bossost al N i NW, de Vilamós a l'Est i S i amb el francès de Luishon a l'O. L'eix principal de comunicacions és la carretera N-230, paral·lela a la Garona. de la qual surt, fora del terme, un brancal prop d'Arròs que puja vers Vilamòs i els dos nuclis d'Arres.

## Geografia
- Llista de topònims d'Arres (Orografia: muntanyes, serres, collades, indrets..; hidrografia: rius, fonts...; edificis: cases, masies, esglésies, etc).

L'àmbit territorial és estès dins els límits següents: a l'extrem de llevant, prop dels forats d'Eth Margalida, segueix vers el SW per la carena fronterera amb Vilamòs, on s'alça el tuc d'Ulishèra (2.236 m), travessa la Garona sota Era Bordeta i continua limitant amb Vilamòs fins a la frontera francesa, on es destaquen Eth Pas d'Arró (2.116 m) i més al N, el tuc de Montagut (2.151 m), Eth pas d'Arres (2.114 m), el tuc d'Arres (2.161 m), la la Pala Barrada (2.062 m) i Era Trona d'Arres (2054 m); es dirigeix vers l'E fins a la Borda de Troi, agafa la direcció N tot seguint el curs de la Garona fins mig km passat el pont d'Eth Lop; es dirigeix vers NE fins al Colhau de Miei Bòsc, passat el prat de Barbèr; continua vers llevant, més al N, passant pel mall d'Era Creu i pel sector de Palagrana i Valinas tornà arribar als forats d'Eth Margalida.
El seu territori comprèn les muntanyes d'utilitat pública 251 i 252. La primer anomenada Montagut (al de l'esquerra de la Garona), comprèn la valla del barranc d'Era Barèsta i té una superfície de 295 ha, 292,5 de les quals, públiques (i 2,5 d'enclavats); de les públiques, 136 ha són pastius, 131 bosc d'avet i de faig (uns 28,262 m³ de fusta). La muntanya 252, anomenada de Sasseuva, Pales e Paletes, al sector de la dreta de la Garona i recorregut en par pel barranc d'Arres, té una superfície de 676 ha. 660 de les quals, publiques (i 16 enclavats); de les primeres, 154 ha són de pastius, 451 de bosc d'avet (bosc d'Er Avedau), faig i pi negre (uns 57, 179 m³ de fusta) i 55 de rases, en aquesta muntanya els veïns de Bossost tenen mancomunitat de gaudi i de pastius a la partida de Regodèr (36,30 ha), i els veïns d'Arró, a la de Sassolans (19, 80 ha); i en la mateixa muntanya, al sector N pròxim amb Bossost, hi ha un dels jaciments de blenda i plom més importants de la vall, la 'Mina Victòria, jaciment que fou explotat en part per una companyia francesa.
La superfície conreada no ha variat gaire en els darrers anys. A mitjan segle xix, s'hi conreaven uns 500 jornals i es produïen patates, blat, ordi, llegums i hi havia bestiar boví, mular i llanar, i cabrum. El 1950 hi havia unes 180 ha conreades; amb un 76,8% de prats i a la resta (23,1%) de terra campa (ordi, blat moro, sègol i patates), xifres que el 1980 havien passat a 107 ha conreades, amb un 76.6% de prats i la resta de terra campa. L'activitat ramadera és donada per 50 caps de vacum el 1982 (61 el 1979), repartits en vuit petites explotacions (nomes dues superaven els 8 caps i no arribaven a 14).
Aquest municipi formà del terçó de Lairissa (inicialment dit de Bossost) i en els documents medievals el lloc apareix amb la forma Arres i Darres, i ja apareixien els dos nuclis d'Arres Sobiràs i Arres sotiràs.
Arres de Sus es troba a 1,267 m d'altitud, molt enlairat, damunt la riba dreta de la Garona, als vessants de la muntanya de Sasseuva. S'hi accedeix per una pista asfaltada provinent de Vilamòs i d'Arres de jos que després es continua per una pista forestal de 8 km vers Bossost. L'Esglesia parroquial de Sant Joan es troba aïllada enter aquest nucli i el d'Arres de Jos i sembla que fou bastida en aquest indret a causa de la rivalitat entre els dos pobles; és una obra del segle xviii, (segons els experts fou edificada entre 1816/17 i la torre tenia un rellotge. L'antiga parròquia de Sant Joan, romànica, es troba dins una petita plaça dins el poble a la fi d'un carrer molt costerut; obra del segle xii, d'una nau i amb la volta substituïda per un empostissat; la façana de ponent, oposada a l'absis, té un campanaret d'espadanya.

## Entitats de Població
| Entitat de població | Habitants (2023) |
| Arres de Sus        | 34               |
| Arres de Jos        | 21               |
| Era Bordeta         | 5                |
| Font: Idescat       |                  |

El procés demogràfic ha seguit la tònica dels pobles més enlairats i apartats de l'eix principal.

## Demografia
| 1497 f | 1515 f | 1553 f | 1717 | 1787 | 1857 | 1877 | 1887 | 1900 | 1910 |
| ------ | ------ | ------ | ---- | ---- | ---- | ---- | ---- | ---- | ---- |
| -      | -      | 20     | -    | 113  | 207  | 123  | 153  | 101  | 133  |

| 1920 | 1930 | 1940 | 1950 | 1960 | 1970 | 1981 | 1990 | 1992 | 1994 |
| ---- | ---- | ---- | ---- | ---- | ---- | ---- | ---- | ---- | ---- |
| 228  | 212  | 126  | 129  | 117  | 61   | 53   | 45   | 101  | 101  |

| 1996 | 1998 | 2000 | 2002 | 2004 | 2006 | 2008 | 2010 | 2012 | 2014 |
| ---- | ---- | ---- | ---- | ---- | ---- | ---- | ---- | ---- | ---- |
| 64   | 64   | 63   | 59   | 67   | 61   | 66   | 63   | 65   | 73   |

| 2016 | 2018 | 2020 | 2022 | 2024 | 2026 | 2028 | 2030 | 2032 | 2034 |
| ---- | ---- | ---- | ---- | ---- | ---- | ---- | ---- | ---- | ---- |
| 64   | 63   | 60   | 61   | 64   | -    | -    | -    | -    | -    |

## Política

### Alcaldes
Alcaldes des de les eleccions democràtiques de 1979
- Eduard Castet Monge (1979 - 1983)
- Juan Josep Cortes Abella (1983 - 1995)
- Pere Castet Farré (1995 - Act)

### Resultats electorals
| Candidatura | Candidatura                                | Cap de llista         | Vots | Regidors | % vots |
| ----------- | ------------------------------------------ | --------------------- | ---- | -------- | ------ |
|             | Convergència Democràtica Aranesa (CDA-PNA) | Pere Castet Farré     | 25   | 2        | 59,52% |
|             | Partit Popular Català (PPC)                | Eduardo Castet Castet | 15   | 1        | 35,71% |
|             | Unitat d'Aran (UA-PSC-CP)                  | Abel Pérez Salvador   | 0    | 0        | 0,00%  |
|             | Altres                                     | -                     | 2    | -        | 4,76%  |
| Total       | Total                                      | 40                    | 40   | 3        | 100    |

| Nom dels regidors | Nom dels regidors     | Partit polític |
| ----------------- | --------------------- | -------------- |
|                   | Pere Castet Farré     | CDA-PNA        |
|                   | Antonio Rella Farré   | CDA-PNA        |
|                   | Eduardo Castet Castet | PPC            |

## Llocs d'interès
- La Mina Victòria.[4]